# MON (イラストレーター)
MON (もん)は、日本のイラストレーター、エッセイスト、漫画家である。

## 人物
1984年、京都産業大学外国語学部言語学科インドネシア語コース卒業。1986年、セツ・モードセミナー卒業。本名の堀江裕子名義でもイラストを発表していた。1989年より5年間アメリカに在住。現在、成安造形大学特任准教授。

## 受賞記録
主な受賞として2003年翻訳の『パパのカノジョは』（ジャニス・レヴィ）が第8回日本絵本賞翻訳絵本賞を受賞。

## 主な単行本
- 『アメリカまるかじり」（学研）
- 『ザ・カリフラワーズトーク』1～3（講談社コミックモーニング連載分）
- 『おしゃべりニューヨーク』1~5（集英社ヤングユー連載分）
- 『街の風』（キネマ旬報社／共著／朝日新聞連載分）
- 『MONのハワイ子育て絵本』（主婦の友社）
- 『MONのシネマパラダイス』（評伝社）
- 『はらぺこキッチン』（三修社）
- 『ふたりでスキップ』（三修社）
- 『ふたりでピョン！』（PHP出版）等
- 『女の子だもん！からだと心のハッピー・ノート』（集英社みらい文庫）

## 主な挿絵、イラストエッセイ、マンガ掲載
- イラストエッセイ
  - 『地球の歩き方ニューヨーク’09~’10年度版』
  - 『地球の歩き方ポケット／ニューヨーク’09~’10年度版』（’07年度より毎年掲載）
- イラスト
  - 『世界のことばあそび』3～5（旺文社）
  - 『英語でできる国際交流アイデア集』1～3（岩崎書店）
  - 『屋上のとんがり帽子』（折原恵／福音館書店）＊韓国版も
  - 『ころぴよとこぱた』（吉村温子／主婦の友社）
  - 『長男長女をのびのび育てる本』（平井信義／PHP出版）
  - 『これだけは身につけたい保育者の常識』（一芸社）
  - 『愛と勇気のファッション相談』（宮谷史子／筑摩書房）
  - 『笑って自由研究　おかし工場のひみつ！！』（令丈ヒロ子／集英社みらい文庫）
  - 『笑って自由研究　おもちゃ工場のなぞ！！』（令丈ヒロ子／集英社みらい文庫）
  - 『笑って自由研究　おかね工場でびっくり！！』（令丈ヒロ子／集英社みらい文庫）

ほか多数
- その他雑誌挿画など
  - nonno、more、セブンティーン、コスモポリタン、MC SISTER、基礎英語、スコラ、HOT DOG PRESS、ポパイ、 趣味の園芸、メイプル、OLIVE、コバルト、LEE、オレンジページ、家の光、セサミ、anan、ターザン、YOU、サンキュ!、英語耳＆英語舌、別冊PHP、PHPくらしラク～る、他
- 映画パンフレット用イラストエッセイ
  - 『オスカーとルシンダ』『ビリケン』『スイートスイートビレッジ』他

## 広告
- 1984	 岩田屋新聞広告
- 1986	 セブンイレブンTVCM用イラスト
- 1987	 松下電器広告月刊連載（nonno）1年間
  - 資生堂エクボTVCMイラスト「かおり草紙」
- 1988 JR東海配布用冊子イラストエッセイ
  - 有楽町西武ウインドウディスプレイCGアニメ原画
  - 花王ロリエ小学生向け広告（なかよし、りぼんにて隔月掲載）（2009年まで）
- 1988〜現在 花王ロリエ小学生向けウェブサイト「おとなになるということ」キャラクターデザイン／配布用冊子（日本国版、香港版、台湾版）／ノベルティグッズのイラストレーション

## その他
- 1988 テレビ朝日子ども向け番組「パオパオチャンネル」内使用フリップ作成（1989年まで）
  - タウン誌CITYROAD月間映画コメンテイター（1989年まで2年間）
  - 大映日本映画シリーズビデオパッケージイラスト（5本）
  - 京都みなみ会館（RCS）メンバーズカードカット（2012年まで）
- 1989	FM東京　KDDラジオCM出演（4回）
- 1998	テレビ朝日ドキュメント番組『テレメンタリー／銀ちゃんと、もんの夏』出演
- 2003	翻訳『パパのカノジョは』（岩崎書店）
- 2006	アメリカ、ジョージア州アセンズにて、日本のマンガ表現ワークショップ開催、子ども～おとなクラスにて指導
- 2007	翻訳『タイムソルジャー』1〜5（岩崎書店）
- 2009	翻訳『ミステリー・パピークラブ1～4』　(PHP研究所）
  - 翻訳と題字『チコ・ボンボンとすてきなどうぐベルト』（ひさかたチャイルド）
- 2012	翻訳『サッカーがだいすき！』（岩崎書店）